# Делорж, Лоран
Лора́н Дело́рж (фр. Laurent Delorge; родился 21 июля 1979 года, Лёвен) — бельгийский футболист, завершивший игровую карьеру, выступал на позиции полузащитника. Ранее играл за команды «Рода», «Аякс», АДО Ден Хааг, «Андерлехт», «Льерс», «Ковентри Сити» и «Гент».

## Биография
Лоран Делорж начал свою профессиональную карьеру в 19 лет в бельгийском клубе «Генте». В составе клуба Лоран провёл 10 матчей и забил 5 мячей. В 1998 году Делорж перешёл в английский «Ковентри Сити», но за три проведённых сезона он так и не стал игроком основного состава.
В 2002 году Лорану предложили вернуться в бельгийский чемпионат, но на этот раз в клуб «Льерс». В «Льерсе» Делорж быстро закрепился в основном составе. Благодаря своей отличной игрой, Лоран обратил на себя внимание сильнейшего клуба Бельгии «Андерлехта». В «Андерлехте» Лоран провёл не самый лучший сезон и 17 февраля 2006 года контракт с Делоржем был расторгнут.
Позже Лоран подписал контракт с нидерландским клубом АДО Ден Хааг. В клубе Лоран провёл всего один сезон, и после того как его команды покинула высший дивизион Нидерландов Лоран покинул клуб. В 2007 году Лоран перешёл в амстердамский «Аякс», с которым подписал контракт на два года. Дебют Лорана состоялся 19 августа 2007 года в матче против «Де Графсхап»а, который завершился разгромной победой «Аякса» со счётом 1:8. Всего в сезоне 2006/07 Лоран сыграл 4 матча и забил 1 мяч. Так и не став игроком основного состава, Лоран весь сезон 2007/08 провёл выступая за дублирующий состав «Аякса».
В январе 2009 года Делорж перешёл в клуб «Рода» из Керкраде. С «Родой» Лорен подписал контракт до 2011 года.
В феврале 2014 года Лоран присоединился к любительской команде «Аякс Затердаг», которая выступает в Хофдклассе. Дебютировал 22 февраля в матче 19-тура против клуба «Спортлюст '46» из Вурдена. В гостях «красно-белые» одержали победу — 2:3.